# Мар'ян Поташ
Мар'ян Поташ (хресне ім'я Іван, словац. Marián Ján Potaš; 2 березня 1918, Пряшів — 23 лютого 2006, там само) — словацький і український церковний діяч, священник-василіянин, письменник, протоігумен Словацької провінції святих Кирила і Методія (1970—1995), титулярний канонік, єпископ підпільної Церкви.

## Життєпис
Народився у Пряшеві 2 березня 1918 року в ремісничій родині. Його батько вважав себе «русином», а мати була словачкою римо-католичкою з Бардіїва. Навчався в Руській греко-католицькій міській школі в Пряшеві. 10 вересня 1932 року вступив на новіціят до Василіянського Чину в Мукачівський монастир. 1 травня 1934 року склав перші монаші обіти в ЧСВВ і поступив на гімназійні студії при монастирі («схолястикат»), які закінчив 1937 року і продовжив навчання у Руській греко-католицькій духовній семінарії в Ужгороді. У 1938 році змушений був переїхати спочатку до Михайлівців, а згодом до Меджилабірців. 1 червня 1939 року склав вічні обіти. Коротко навчався в греко-католицькій семінарії в Оломоуц, потім під керівництвом василіянських професорів і під їх керівництвом він заочно склав іспити у Пряшівській богословській семінарії. 30 січня 1943 року єпископ Павло Ґойдич у Меджилабірцях висвятив його на священика.
Після висвячення був катехитом і провадив дитячу парафію при монастирі отців василіян у Пряшеві, допомагав єпископу Ґойдичу у веденні єпархіальної канцелярії, одночасно заочно на факультеті права Карлового університету в Празі. Арештований і 27 листопада 1950 року засуджений до 10 років в'язниці, штраф і конфіскацію майна. Був ув'язнений у в'язницях у Пряшеві, Братиславі, Панкраці, Рузині, Леопольдові, Ілаві, Младій Болеславі та Валдицях-Картузях. У 1954 році був під умовою пущений на волю і призначений до будівельного підприємства в північній Чехії. У 1958 році був знову ув'язнений і у в'язниці перебув 2 роки. У 1960 році його звільнили з тюрми на підставі загальної амністії.
Отець Мар'ян Поташ був ініціатором відновлення Греко-католицької церкви в Чехословаччині навесні 1968 року. В цій справі він їздив до найвищого представника комуністичної влади Густава Гусака. 29 жовтня 1968 року перевіз до катедрального собору храм святого Івана Хрестителя у Пряшеві тлінні останки єпископа Павла Ґойдича. У 1970 році став протоігуменом провінції святих Кирила і Методія в Чехословаччині.
У 1972 році єпископ Фелікс Марія Давідек таємно висвятив о. Мар'яна Поташа на єпископа. Його єпископські свячення були офіційно підтверджені Пряшівським єпархіальним управлінням та Апостольським Престолом, однак згодом Апостольський Престол визнав їх недозволеними.
Після реабілітації Греко-католицької церкви в 1989 році зайнявся організацією і впорядкуванням василіянського монашого життя і монастирів. У 1995 році започаткував справу беатифікації владики Павла Ґойдича (беатифікований 4 листопада 2001), а також написав кілька цінних праць про владику Василя Гопка (беатифікований 14 вересня 2003).
Помер 23 лютого 2006 року в Пряшеві. Похований на василіянській ділянці міського цвинтаря у Пряшеві.